# 遥かなティペラリー
『遥かなティペラリー』（It's a Long Way to Tipperary）あるいは『ティペラリーの歌』（Tipperary Song）とは、イギリスの歌である。日本では『チッペラリー』あるいは『チッペラリーの歌』とも呼ばれる。

## 概要
ジャック・ジャッジとヘンリー・ジェームズ・"ハリー"・ウィリアムズ（Henry James "Harry" Williams）によって作詞・作曲された。実際にはジャッジが単独で作曲したとも言われるが、ウィリアムズの遺族はウィリアムズが単独で作曲したのだとしている。また、曲の著作権についてはウィリアムズのものとされており、これはギャンブラーでもあったジャックがウィリアムズとの賭けに負けた際、金の代わりに権利を譲った為だという。

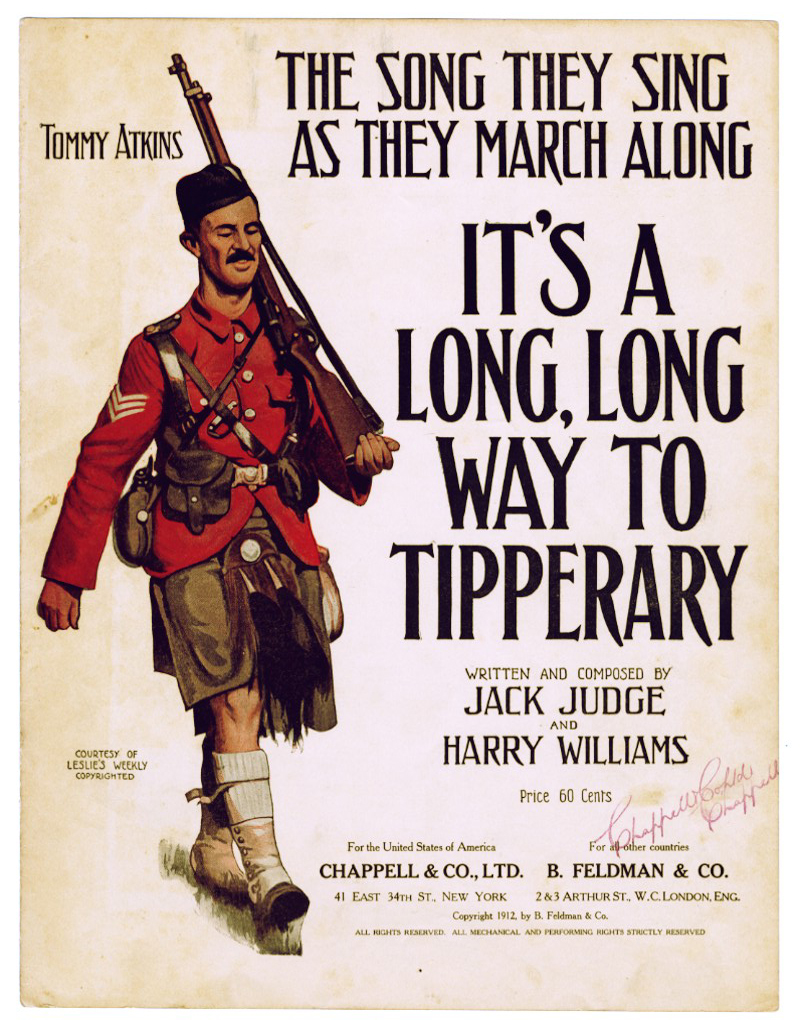
楽譜のカバー（1912年版）

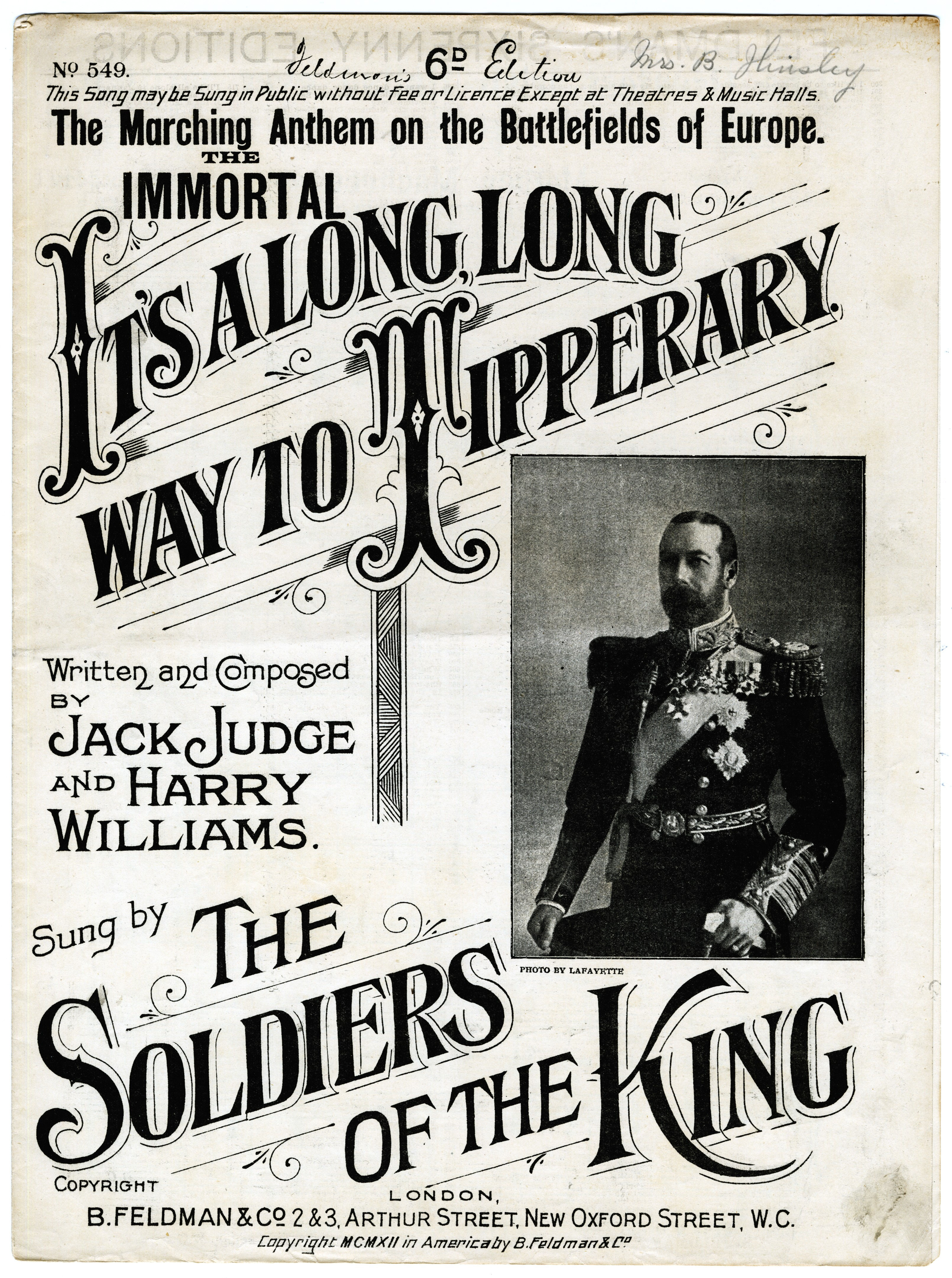
第一次世界大戦中の英国で発行された楽譜のカバー

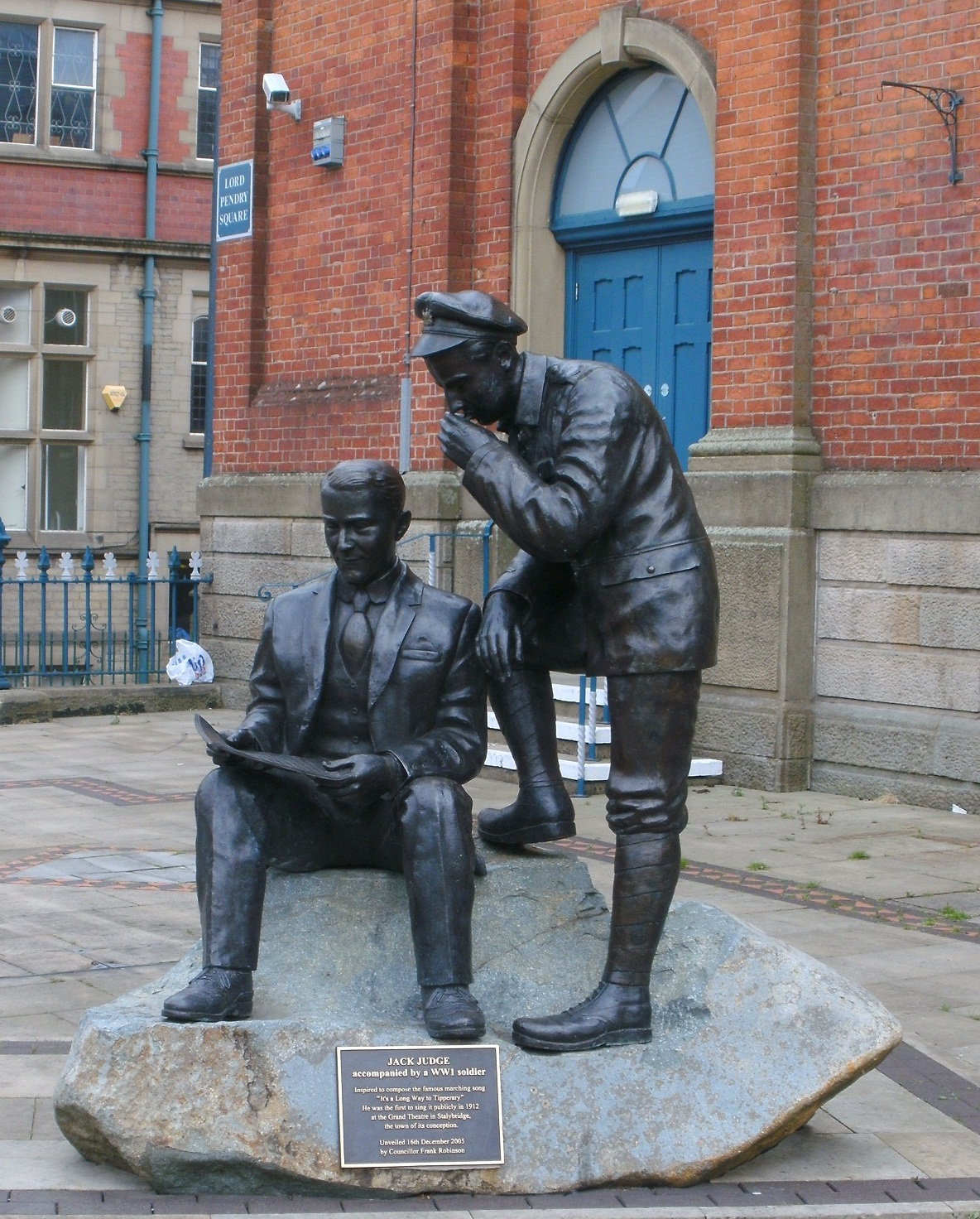
ステーリーブリッジに立てられたジャック・ジャッジと英軍兵士の銅像

イギリスでは現在でも人気のある曲で、ウィリアムズの遺族は2014年の時点でもこの曲の印税から毎年30,000ポンド以上の収入を得ていた。第一次世界大戦中にイギリス軍の将兵によって広く愛唱されたことから、第一次世界大戦を象徴する軍歌としても記憶されている。

## 歴史
ジャック・ジャッジとハリー・ウィリアムズは、ちょうど19世紀から20世紀に移り変わる頃に出会い、以後パートナーとして多くの曲を共同で作曲していた。ジャックが歌手、ウィリアムズが音楽家という役割だった。1909年、彼らは『遥かなコーンメイラ』（It's A Long Way To Connemara）という曲を書き上げた。
それから3年後の1912年、ジャッジはステーリーブリッジのミュージックホールにて「一晩で曲をステージに送れるか？」という5シリングの賭けを受け、『遥かなコーンメイラ』を『遥かなティペラリー』として書き直した。題材にティペラリーが選ばれたのは、ジャッジの両親がアイルランド人で、また祖父母がティペラリーの出身だった為であるという。
この曲はしばしば1907年に発表された『ティペラリー』(Tipperary)なる曲と混同される。これらは全く別の曲だが、ビリー・マーレーは『遥かなティペラリー』も『ティペラリー』も共に歌っている。ビリー・マレイはアメリカン・カルテットと共に『遥かなティペラリー』を行進曲として歌い上げ、間奏には『ルール・ブリタニア』の一部を挿入している。

### 人気の発端
第一次世界大戦中の1914年8月13日、ブローニュにてアイルランド人連隊「コノート・レンジャーズ」がこの曲を歌って行進した。その場に居合わせたデイリー・メール紙の特派員ジョージ・カノック（George Curnock）は1914年8月18日付の同紙でそれを報じ、ここから英陸軍の他部隊でも愛唱されるようになったのだという。1914年11月には当時世界的人気テノール歌手だったジョン・マコーマックによって録音されている。パトリシア王女カナダ軽騎兵連隊では現在でも行進曲の一部として使用している。

### 訴訟
1917年、アリス・スミス・バートン・ジェイ(Alice Smyth Burton Jay)は、『遥かなティペラリー』は彼女が1908年にアラスカ・ユーコン・太平洋博覧会においてワシントン・アップル・インダストリー( Washington apple industry)の為に歌った曲を模倣しているとして、レコード販売元のChapell & Co.に対して100,000ドルの訴訟を起こした。彼女の歌の歌い出しは「I'm on my way to Yakima.」であった。裁判所はヴィクター・ハーバートを専門家として呼び出し、1920年には『遥かなティペラリー』の作者らがシアトルを一度も訪れていない事が証明され、またヴィクター・ハーバードがこれらの曲に著作権上問題になるほどの類似点を見いだせないという見解を明らかにした為、この訴えは棄却された。

## 歌詞

### 元歌詞
1912年版の楽譜に基づく。
1番
Up to mighty London
Came an Irishman one day.
As the streets are paved with gold
Sure, everyone was gay,
Singing songs of Piccadilly,
Strand and Leicester Square,
Till Paddy got excited,
Then he shouted to them there:
繰り返し部
It's a long way to Tipperary,
It's a long way to go.
It's a long way to Tipperary
To the sweetest girl I know!
Goodbye, Piccadilly,
Farewell, Leicester Square!
It's a long long way to Tipperary,
But my heart's right there.
2番
Paddy wrote a letter
To his Irish Molly-O
Saying, "Should you not receive it,
Write and let me know!"
"If I make mistakes in spelling,
Molly, dear," said he,
"Remember, it's the pen that's bad,
Don't lay the blame on me!
（繰り返し部）
3番
Molly wrote a neat reply
To Irish Paddy-O,
Saying Mike Maloney
Wants to marry me, and so
Leave the Strand and Piccadilly
Or you'll be to blame,
For love has fairly drove me silly:
Hoping you're the same!
（繰り返し部）

### 日本語訳
1番
ある日、大ロンドンに
アイルランド人の若造がやってきた。
大通りはとてもきらびやか、
だから人々は誰もが陽気。
皆がピカデリー、ストランド、
レスター広場を歌い上げるから
アイルランド野郎はいきり立って
連中に向かって大声で怒鳴り始めた。
繰り返し部
遥かなティペラリー、
遥か彼方よ。
遥かなティペラリー、
愛しのあの子の居るところ！
さよなら、ピカデリー、
さらば、レスター広場。
ティペラリーまでの道のりはひどく長い。
けれど心はいつもそこに。
2番
アイルランド野郎は手紙を書いた、
愛しのアイルランド娘モリーに宛てて。
「結婚してくれないというのなら、
手紙でそう書いてください！」
「ぼくが綴りを間違えているとしても、
ねえモリー」彼は続けて
「どうか覚えておいて、それはペンが悪いんだ。
ぼくのせいじゃないんだ！」
（繰り返し部）
3番
モリーはきちんと返事を書いた、
アイルランド野郎に宛てて。
「マイク・マロニーも
あたしと結婚したいって言ってるの。
だからストランドやピカデリーなんて放っておいて帰ってきて。
さもなくばあなたを恨むわよ。
あたしはあなたへの恋心ですっかり馬鹿になっているの。
あなたも同じ気持ちでありますように」
（繰り返し部）

## 映画などでの使用
1913年、イギリス国内のミュージックホールにてフローリー・フォードが初めて歌った。そして1951年のミュージカル映画『On Moonlight Bay』で使用された他、1960年代のミュージカル及び映画『素晴らしき戦争』と1970年のミュージカル映画『暁の出撃』ではジュリー・アンドリュースによって歌われた。ジャン・ルノワールの『大いなる幻影』では捕虜が歌い、ヴォルフガング・ペーターゼンの映画『U・ボート』では潜水艦U-96の乗員らが歌うほか、英国のラジオ放送として赤軍合唱団による戦後録音の音源も使われた。映画『アメリカ上陸作戦』でも背景音楽として使用された。アニメ『ピーナッツ』の一編『It's the Great Pumpkin, Charlie Brown』では、第一次世界大戦の撃墜王を演じるスヌーピーによって歌われた。
日本では1917年に浅草オペラ『女軍出征』で使用されたことから、チッペラリーとして有名になった。宮沢賢治の童話『フランドン農学校の豚』でもこの曲の名前が出てくる。またセノオ楽譜でも「チッペラリーの歌」として出版されている。
その他、ドキュメンタリー番組などでも第一次世界大戦を象徴する曲としてしばしば引用される。

## 替え歌、派生作品
カンナダ人の劇作家T. P. Kailasamは英国人の友人との賭けの一環として、カンナダ語で『遥かなティペラリー』をカバーした。この曲は『Namma Tipparahalli balu Doora』として知られ、カルナータカ州では現在でも人気のある曲として歌われる事がある。サタジット・レイが監督したベンガル映画『Pather Panchali』では、このカンナダ語版の『遥かなティペラリー』が使用された。
ミズーリ大学では、応援歌として『遥かなティペラリー』の替え歌『全ての真の息子』(Every True Son)が歌われる。
『遥かなナメクジウオ属』(It's a long way from Amphioxus)は進化論支持派の科学者や学生によるパロディで、サム・ヒントンによって初めて録音された。シカゴ大学生物化学部では公式歌として歌われている。繰り返し部は次のように歌われる。
It's a long way from Amphioxus, It's a long way to us.(遥かなナメクジウオ属よ、我らへの道は遠い)
It's a long way from Amphioxus to the meanest human cuss.(遥かなナメクジウオ属からどうしようもない人間に至る道)
Well, it's goodbye to fins and gill slits, and it's hello teeth and hair!(さよなら、ヒレにエラよ。こんにちは、歯に頭髪)
It's a long, long way from Amphioxus, but we all came from there.(ナメクジウオ属からの道はひどく遠い、だが我らは皆そこから来たのだ)
日本でも宮沢賢治が書いたオペレッタ『飢餓陣営』で『私は五聯隊の古参の軍曹』と題した替え歌が歌われ、その他に『ヘッベレケー』と題したパロディも知られる。
『遥かなティペラリー』と同時期にミュージック・ホールで演奏されていた『Pack Up Your Troubles in Your Old Kit-Bag』という曲でも『遥かなティペラリー』の一部が引用されている。
函館ラ・サール学園では、学生歌として『It's a long way to La Salle High School』と題した替え歌が制定されている。
ローデシアのローデシア軍の軍歌として"t's a longway to Mukumbra"遥かなムクンブラ"として歌われていた
エストニアのエストニア国防軍でも"Nõnda kaugel on minu kodu"遠く離れた我が家"として歌われている